# Rick Parfitt
Pour les articles homonymes, voir Parfitt.
Richard John Parfitt, dit Rick Parfitt, né le 12 octobre 1948 à Woking (Surrey) et mort le 24 décembre 2016 à Marbella (Andalousie) en Espagne, est, de 1965 à 2016, l'un des deux guitaristes/chanteurs du groupe anglais Status Quo.

## Carrière
En 1965, Rick Parfitt joue avec son groupe, The Highlights, au camp de vacances d'été Butlin's à Minehead. C'est là qu'il rencontre Francis Rossi qui joue avec son propre groupe The Spectres. Les deux musiciens deviennent amis et décident de travailler ensemble à l'avenir.
En 1967, alors que The Spectres, après avoir changé leur nom en Traffic Jam puis en Status Quo, vont d'échec en échec, Rick Parfitt, qui vient de quitter son groupe, reçoit un coup de fil de Pat Barlow, le manager, pour rejoindre Status Quo et participer à l'enregistrement de Pictures of Matchstick Men. Il en devient le guitariste rythmique, chanteur et compositeur.
Depuis, Rick Parfitt a enregistré avec Status Quo près de 30 albums studio et fait plusieurs fois le tour du monde lors des tournées. Il reste avec Francis Rossi le seul membre du groupe à avoir participé à tous les albums.
En 1991, son double en cire ainsi que celui de Francis Rossi sont réalisés pour le musée de cire de Madame Tussauds à Londres.
En 2006, Rick Parfitt lance avec son partenaire, Mike Hrano, un procédé pour transformer l'aspect des guitares appelé Guitar Facelift, The Original.
Le 15 septembre 2016, il annonce qu'il quitte définitivement le groupe, victime d'une nouvelle attaque cardiaque après un concert en Turquie au mois de juin de la même année. Le groupe finit malgré tout la tournée qui était annoncée comme étant la dernière tournée électrique. 
Rick Parfitt meurt le 24 décembre 2016 dans un hôpital de Marbella, dans le sud de l'Espagne, à la suite d'une complication liée à une blessure à l'épaule.

## Équipement
Rick Parfitt joue essentiellement sur sa Fender Telecaster blanche de 1965, mais il en possède plusieurs autres de couleurs différentes. Il joue aussi sur une Gibson SG, une Zeimaitis de 1981, une Viper ovation qu'il utilisa plus jeune pour les morceaux en open G, une Fender Esquire et une Chet Atkins pour les parties acoustiques. Pour l'amplification, il utilise des amplis Marshall JCM800 et JCM900 combinés à un ampli Vox AC30. Pour les effets, il utilise un processeur Roland GP8.

## Vie privée

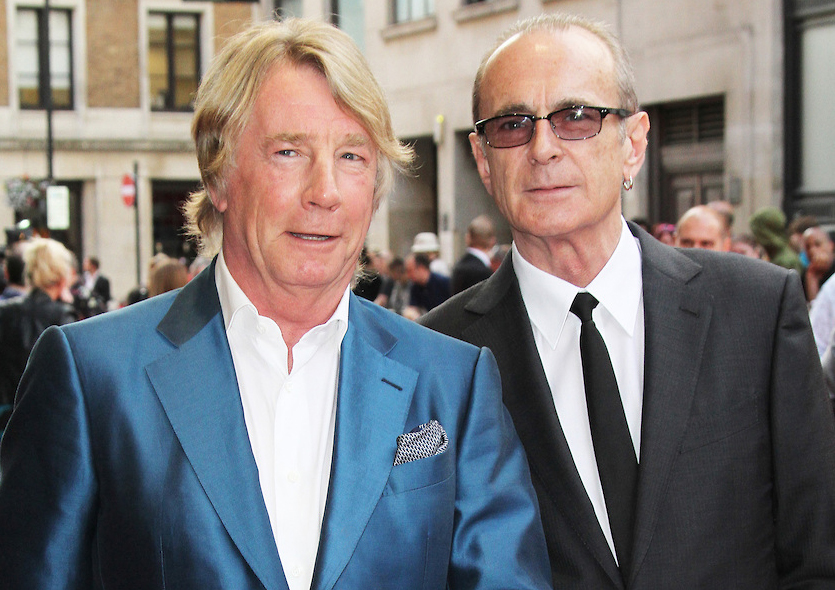
Rick Parfitt et Francis Rossi en 2013.

Rick Parfitt fut marié trois fois : avec Marietta qui lui donna un fils, Richard (né en 1978), puis avec Patty qui lui donna un deuxième fils, Harry (né en 1989), et enfin depuis août 2006 avec Lindsay qui lui donna, le 26 mai 2008, les jumeaux Tommy Oswald et Lily Rose. Rick a également eu une fille Heidi qui décéda en août 1980 à l'âge de 5 ans noyée dans la piscine familiale. 
En 1997, à 49 ans, il fut opéré d'un quadruple pontage coronarien à la suite d'une première crise cardiaque causée par divers excès (alcool, cocaïne…). Il subira deux nouvelles attaques cardiaques en 2011 et 2014, puis une dernière en 2016, qui le contraindra à mettre fin à ses tournées.

## Distinctions
En 2010, Rick Parfitt est nommé officier de l'ordre de l'Empire britannique (OBE) pour services rendus à la musique et aux œuvres de charité.

## Discographie
- Voir la discographie de